# Gare de Pont-de-Claix
Ne doit pas être confondu avec Gare de Pont-de-Claix l'Étoile.
La gare de Pont-de-Claix est une ancienne gare ferroviaire française de la ligne de Lyon-Perrache à Marseille-Saint-Charles (via Grenoble), située sur le territoire de la commune du Pont-de-Claix, au sud de l'agglomération grenobloise, dans le département de l'Isère, en région Auvergne-Rhône-Alpes. Cette gare a été fermée le 29 mars 2025 à la suite de l'ouverture de la Gare de Pont-de-Claix l'Étoile, située à l'intersection de l'avenue du général de Gaulle et du cours Saint-André au pole d'échange multi-modale "L'Etoile" de Pont de Claix ou transitent de nombreux transports en communes (Tramway, bus). 

## Situation ferroviaire
Établie à 244 mètres d'altitude, la gare de Pont-de-Claix est située au point kilométrique (PK) 138,144 de la ligne de Lyon-Perrache à Marseille-Saint-Charles (via Grenoble), entre les gares de Grenoble et de Jarrie - Vizille.

## Service des voyageurs

### Accueil
Gare SNCF, elle disposait d'un bâtiment voyageurs, avec guichet et salle d'attente, et était ouverte tous les jours.

### Desserte
La gare de Pont-de-Claix était desservie par les trains TER Auvergne-Rhône-Alpes / TER PACA (ligne de Grenoble à Gap) avec correspondances à Veynes - Dévoluy pour Laragne, Sisteron, Manosque, Aix-en-Provence et Marseille.
La billetterie M réso est admise à bord des TER de Pont-de-Claix à Grenoble.

### Intermodalité
Un parc pour les vélos (consignes individuelles et accroches vélos) et un parking pour les véhicules y étaient aménagés.

## Nouvelle gare "L’Étoile"
L'extension de la ligne A du tramway de Grenoble en direction du cours Saint-André, au niveau de la piscine Flotibulle est effective depuis la fin de l'année 2019. Aussi, afin de créer un pôle multimodal de transport entre réseau de bus, de tramway et voie ferrée, il a été décidé de déplacer la gare à l'intersection de l'avenue du général de Gaulle et du cours Saint-André. Une concertation publique sur le projet, ouverte par SNCF Gares & Connexions, a eu lieu du 1 au 26 février 2021,. Son ouverture et inauguration a été effective le 30 mars 2025.